# Дядько Девід
«Дядько Девід» (англ. Uncle David) — британський художній фільм, знятий в жанрі чорної комедії режисерами Девідом Гойл, Гері Рейха і Майком Ніколсом. Головну роль у стрічці виконав актор гей-порно Ешлі Райдер. Прем'єра відбулася 25 березня 2010 року на Лондонському ЛГБТ-кінофестивалі .

## Сюжет
Дія стрічки відбувається на британському острові Шеппі біля північних берегів графства Кент. Ешлі, молодий хлопець з дитячим світоглядом, приїжджає до свого дядька Девіда. Юнак розповідає родичеві, що мати принижує його і знущається, показує опіки від сигаретних недопалків. Вони лягають спати разом, Ешлі вступає у сексуальні відносини з дядьком. Наступного ранку вони прокидаються, снідають, Девід миє Ешлі у ванні. Вони йдуть у місцеве кафе, сидять на лавці в парку, постійно розмовляють: Девід викладає свій погляд на світ і природу реальності, тоді як Ешлі говорить, що хоче померти, обоє постійно проявляють свою любов і сильну прихильність один до одного. Девід рекомендує хлопцеві накласти на себе руки, кажучи, що він «занадто хороший для цього світу». Потім вони йдуть до міста і проводять час в розважальних закладах. Увечері чоловіки займаються сексом.
Наступного ранку п'яна мати Ешлі телефонує і вимагає сказати їй, де знаходиться її син. Девід робить вигляд, що не знає, заявляючи, що знаходиться не в Шеппі, а в Манчестері. Відвівши Ешлі до покинутого військового бункеру, Девід упорскує невідому речовину у вену племінника, при цьому вони цілуються. У Ешлі стається помутніння свідомості, він з Девідом розкурює марихуану. Потім Девід робить Ешлі другу ін'єкцію, вони сидять і дивляться на берег. Після настання темряви Ешлі лежить у ліжку, згорнувшись калачиком, Девід робить йому третю і останню ін'єкцію, після якої хлопець втрачає свідомість і помирає. Девід говорить, що він ніколи нікого не кохав так сильно. Наступного ранку він іде на пляж, залишає там труп свого племінника, зі сльозами на очах цілуючи бездиханне тіло.

## У ролях
| Ешлі Райдер | ···· | Ешлі         |
| Девід Гойл  | ···· | дядько Девід |

## Виробництво
Зйомки фільму проходили впродовж чотирьох днів одним дублем без певного сценарію, з імпровізацією сцен на основі базової структури розповіді.

## Критика
Деміен Райян на сторінці So So Gay дав фільму 0,5 балу з 5, назвавши його «жахливим» і відмітивши, що головна мета його творців — шокувати глядача табуйованою темою. Він також висловив думку, що «Дядько Девід» схожий на «найгіршу роботу студента-першокурсника», і поставив під сумнів віднесення стрічки до жанру «чорна комедія», стверджуючи, що це зовсім не смішно. Критикуючи акторську роботу, він уїдливо радить Райдеру найближчим часом не кидати роботу гей-порно, а гру Гойла назвав жалюгідною спробою зображувати щось схоже на Голдена Колфілда у вигляді маніяка-педофіла.
Клівер Паттерсон у своїй рецензії на кіно-сайті Cine-Vue так само критично відгукнувся про фільм, давши йому одну з п'яти зірок. Він поставив під сумнів мету творців фільму, підкресливши, що зображення геїв «сумними, збоченими і нескінченно самотніми людьми» приводить лише до того, що населення відвертається від них. В той же час він високо оцінив технічну сторону кінострічки з її «приглушеними кольорами галькових пляжів і пронизливо блакитними небесами».

## Визнання
| Нагороди та номінації фільму «Дядько Девід» | Нагороди та номінації фільму «Дядько Девід»             | Нагороди та номінації фільму «Дядько Девід» | Нагороди та номінації фільму «Дядько Девід» | Нагороди та номінації фільму «Дядько Девід» | Нагороди та номінації фільму «Дядько Девід» |
| Рік                                         | Кінофестиваль/кінопремія                                | Категорія/нагорода                          | Номінант                                    | Результат                                   |                                             |
| ------------------------------------------- | ------------------------------------------------------- | ------------------------------------------- | ------------------------------------------- | ------------------------------------------- | ------------------------------------------- |
| 2010                                        | Паризький міжнародний ЛГБТ-кінофестиваль Chéries-Chéris | Гран-прі                                    | Дядько Девід                                | Перемога                                    |                                             |
| 2010                                        | Паризький міжнародний ЛГБТ-кінофестиваль Chéries-Chéris | Приз за акторську гру                       | Ешлі Райдер, Девід Гойл                     | Перемога                                    |                                             |